# جيمس إيفر مكاي
جيمس إيفر مكاي (بالإنجليزية: James Iver McKay) (و. 1793 – 1853 م) هو سياسي، ومحام من الولايات المتحدة الأمريكية .
وهو عضو في الحزب الديمقراطي الأمريكي .